# سینمای گرایندهاوس

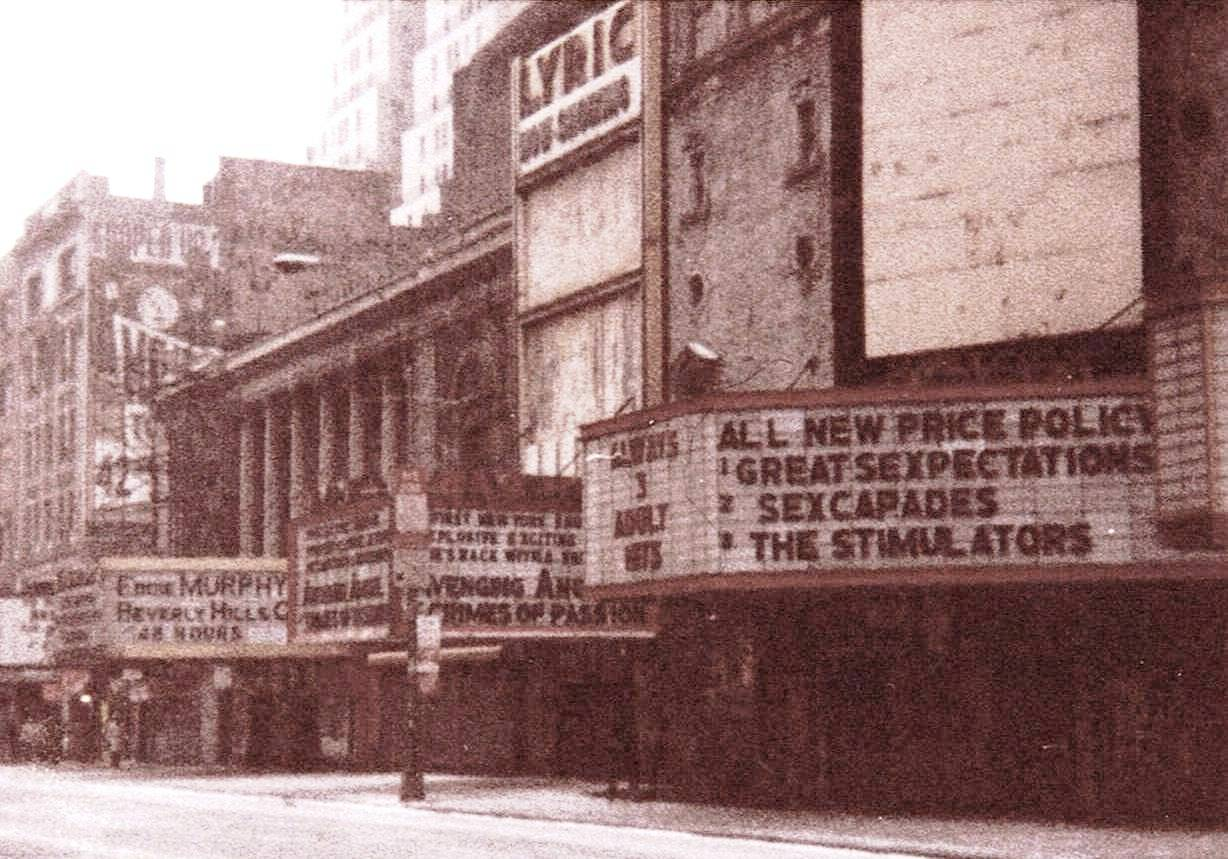
خیابان چهل و دوم (منهتن) در میدان تایمز، سال ۱۹۸۵. یکی از چندین گرایندهاوس در آن زمان

گرایندهاوس (انگلیسی: Grindhouse) یا اکشن‌هاوس (action house) اصطلاحی آمریکایی برای سینماهای درجه‌چندم است که فیلم‌های ترسناک، خشن و کم‌بودجه را برای بزرگسالان نمایش می‌دادند. این سینماها به دلیل «سیاست اکران پشت‌سرهم» (grind) نامگذاری شده‌اند؛ یک استراتژی برنامه‌ریزی فیلم که در اوایل دهه ۱۹۲۰ رواج داشت و در آن فیلم‌ها به‌طور مداوم با قیمت بلیط‌های تخفیف‌دار نمایش داده می‌شدند که در طول روز افزایش می‌یافتند. این روش نمایش با شیوه رایج آن زمان که نمایش‌های کمتری در روز و قیمت‌گذاری متفاوت برای بخش‌های مختلف صندلی در سینماهای بزرگ شهری بود، تفاوت داشت.

## تاریخچه
به دلیل نزدیکی این سینماها به اماکن تفریحی بحث‌برانگیز مانند برلسک (نمایش‌های رنگارنگ با رقص و کمدی که اغلب با برهنگی یا لباس‌های آشکار همراه است)، اصطلاح «گرایندهاوس» اغلب به اشتباه با تئاترهای برلسک مرتبط دانسته شده است. در فیلم «بانوی برلسک» (۱۹۴۳) یکی از شخصیت‌ها به یکی از این تئاترها در خیابان ۴۲ نیویورک به عنوان «گرایندهاوس» اشاره می‌کند، اما در واقع گرایندهاوس به سینمایی گفته می‌شود که سه ویژگی دارد:
- نمایش انواع فیلم‌ها به صورت پیوسته
- هزینه‌های پایین ورودی
- فیلم‌های نمایش داده شده اغلب کیفیت پایین یا ارزش هنری پایینی دارند

اولین استفاده از اصطلاح گرایندهاوس در مقاله‌ای در سال ۱۹۲۳ در مجله Variety بود که ممکن است از اصطلاح عامیانه "grind" به معنای اقدامات فریادزن‌ها/جلب‌کننده‌هایی که در مقابل سینما یا تئاتر از مردم دعوت می‌کنند که به دیدن نمایش بیایند، گرفته شده باشد.
نمایش‌های دوتایی، سه‌تایی و "تمام شب" با یک هزینه ورودی واحد اغلب مشتریان را تشویق می‌کرد که مدت زمان طولانی را در سینماها بگذرانند. فضای گرایندهاوس در آن زمان توسط مجله Sleazoid Express به خوبی به تصویر کشیده شده است.
از آنجا که سینماهای درجه‌چندم با مخاطبان طبقه پایین جامعه مرتبط بودند، این سینماها به تدریج به عنوان مکان‌های بدنامی که فیلم‌های بی‌ارزش نمایش می‌دهند شناخته شدند؛ صرف نظر از تنوع فیلم‌هایی که واقعاً نمایش داده می‌شدند، حتی اگر فیلم‌های هالیوودی بودند که مدتی از اکران آنها گذشته بود. نمایش فیلم‌هایی که قبلاً اکران شده‌اند در سینماهای تخفیف‌دار و سینماهای محلی نیز رایج است؛ اما ویژگی بارز سینماهای درجه چندم، موقعیت مکانی آنها در مناطق شهری و برنامه‌ریزی برای نمایش فیلم‌هایی با ارزش پایین است، نه فیلم‌هایی که اکران مجدد می‌شوند.

## فشار تلویزیون
ظهور تلویزیون به شدت مخاطبان سینماهای تک‌پرده را کاهش داد؛ سینماهایی که بسیاری از آنها در دوران رونق سینما در دهه ۱۹۳۰ ساخته شده بودند. در کنار فرسایش شهری ناشی از مهاجرت سفیدپوستان به مناطق دیگر شهر در اواخر دهه ۱۹۶۰، تغییر اقتصاد باعث شد این سینماها مجبور به تعطیلی شوند یا چیزهایی ارائه دهند که تلویزیون قادر به نمایش آن نبود. در دهه ۱۹۷۰، بسیاری از این سینماها به مکان‌هایی برای نمایش فیلم‌های سودجویانه مانند فیلم‌های مستهجن و همچنین فیلم‌های سلاخی ترسناک و فیلم‌های رزمی دوبله شده از هنگ کنگ تبدیل شدند.
فیلم‌هایی که در گرایندهاوس‌ها نمایش داده می‌شدند، معمولاً حاوی مقدار زیادی رابطه جنسی، خشونت یا موضوعات عجیب و غریب بودند. یکی از ژانرهای برجسته، فیلم‌های سبک «رافی» (Roughies) یا «جنسی استثماری» بود که ترکیبی از رابطه جنسی، خشونت و دگرآزار را ارائه می‌دادند. کیفیت این فیلم‌ها متفاوت بود، اما ارزش‌های تولید پایین و کیفیت چاپ ضعیف رایج بود. نظرات منتقدان دربارهٔ فیلم‌های گرایندهاوس متفاوت بود، اما بسیاری از آنها به فیلم‌های دارای هواداران دائمی تبدیل شدند و مورد تحسین قرار گرفتند.

## زوال
تا اواسط دهه ۱۹۸۰، ویدئوهای خانگی و کانال‌های فیلم کابلی، گرایندهاوس‌ها را تهدید به نابودی کردند. در پایان این دهه، این سینماها از خیابان برادوی و بلوار هالیوود لس‌آنجلس، میدان تایمز نیویورک و خیابان مارکت سانفرانسیسکو ناپدید شدند.
تا اواسط دهه ۱۹۹۰، این سینماهای خاص تقریباً از ایالات متحده ناپدید شده بودند.

## ادای احترام
فیلم «سیاره وحشت» ساخته رابرت رودریگز و فیلم «ضد مرگ» ساخته کوئنتین تارانتینو، که در سال ۲۰۰۷ با هم به عنوان «گرایندهاوس» منتشر شدند، به عنوان ادای احترامی به ژانر سینمایی گرایندهاوس ساخته شدند. یک فیلم با تریلر ساختگی در «گرایندهاوس»، «ماشته» (همچنین توسط رودریگز)، متعاقباً به یک فیلم بلند تبدیل شد، با دقت برای گنجاندن صحنه از «تریلر گرایندهاوس» (در اصل به عنوان تریلر فیلمی که وجود نداشت/هرگز وجود نخواهد داشت فیلمبرداری شد). نسخه کانادایی «Grindhouse» شامل یک تریلر ساختگی اضافی، «Hobo With a Shotgun» بود که متعاقباً به یک فیلم بلند تبدیل شد. فیلم‌های مشابهی مانند «Chillerama»، «دیوانه‌وار» و «Sign Gene» از آن زمان ظاهر شده‌اند. فیلم «درگیری در سلول ۹۹» ساخته اس کریگ زالر نمونه‌ای مدرن از این ژانر است، همراه با فیلم نوآر ۲۰۱۸ او «کشیده شده در بتن».
«شکارچی انسان»، «رد دد: شش‌لول»، «The House of the Dead: Overkill»، «مرطوب »، «شنک»، «خشم» و «سایه‌های جهنمی» چند نمونه از بازی‌های ویدیویی هستند که به عنوان ادای احترام به فیلم‌های گرایندهاوس عمل می‌کنند.
نویسنده، ژاک بویرو، کتاب «گرایندهاوس قابل حمل: هنر گمشده جعبه وی‌اچ‌اس» (Portable Grindhouse: The Lost Art of the VHS Box) را در سال ۲۰۰۹ در مورد تاریخچه این ژانر منتشر کرد. این حوزه همچنین موضوع مستند «American Grindhouse» در سال ۲۰۱۰ است. علاوه بر این، نویسندگان بیل لندیس و میشل کلیفورد «Sleazoid Express» را منتشر کردند که هم ادای احترامی به گرایندهاوس‌های مختلف در میدان تایمز است، و هم تاریخچه ژانرهای مختلفی که هر سینما به نمایش می‌گذاشت.
مجموعه تلویزیونی «Blood Drive» از شبکه سای فای از گرایندهاوس الهام گرفته شده است و هر قسمت دارای یک تم متفاوت است.
رمان «Our Lady of the Inferno» هم به عنوان ادای احترامی به فیلم‌های گرایندهاوس نوشته شده و هم چندین فصل دارد که در یک سالن سینمای گرایندهاوس اتفاق می‌افتد.
سریال پویانمای «Seis Manos» دارای فرضیه‌ای مشابه فیلم‌های گرایندهاوس از یک داستان کونگ فو است که در دهه ۱۹۷۰ در مکزیک اتفاق می‌افتد و با یک فیلتر فیلم دانه‌ای مشابه و اشتباهات شبیه‌سازی شده پروژکتور نشان داده می‌شود.
فیلم اسلشر «ایکس (فیلم ۲۰۲۲)» (۲۰۲۲) اثر تی وست به گرایندهاوس ادای احترام می‌کند.